# St. Margareta (Eschelbach)

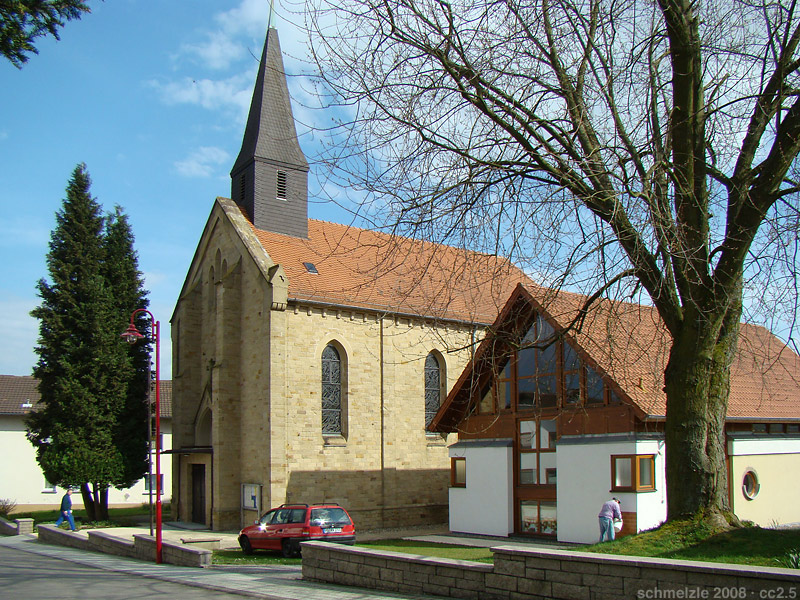
St. Margareta in Eschelbach

Die katholische Kirche St. Margareta in Eschelbach, einem Stadtteil der Großen Kreisstadt Sinsheim im Rhein-Neckar-Kreis im nördlichen Baden-Württemberg, wurde 1894 in neogotischem Stil erbaut und hat noch im Wesentlichen ihre ursprüngliche Ausstattung.

## Lage
Die Kirche steht an der Südseite der westwärts durchs Dorf laufenden Klammenstraße am Übergang vom alten Ortskern zu neuerer Wohnbebauung.

## Geschichte
Nach der Reformation des Ortes durch Hans von Hirschhorn 1555 war die Einwohnerschaft zunächst rein protestantisch, bevor sich im frühen 18. Jahrhundert die ersten Katholiken in Eschelbach niederlassen konnten. Die sich bildende Gemeinde wurde eine Filiale der Pfarrei in Balzfeld und hielt ihre ersten Gottesdienste im Rathaus von Eschelbach ab. 1870 wurden die Eschelbacher Katholiken der Pfarrei Eichtersheim zugeordnet. Um 1890 gab es über 200 Katholiken im Ort und Pläne zum Bau eines eigenen Gotteshauses, für das man ein Grundstück In der Clammen erwarb.
Die Baugenehmigung wurde am 28. August 1893 erteilt, kurz darauf wurde mit dem Bau begonnen. Schon im Baujahr 1894 zeigten sich am Gebäude Risse und Senkungsspuren, außerdem war ein Kamin fehlerhaft eingebaut worden. 1898 bat die Gemeinde beim Erzbischöflichen Bauamt wegen der Mängel um eine Inspektion des Gebäudes. 1899 durfte die Kapelle bei stürmischem Wetter wegen Einsturzgefahr nicht mehr betreten werden, außerdem wünschte die Bürgerschaft eine Veränderung des Glockentürmchens. Im Jahr 1900 wurden die Baumängel dann durch umfangreiche Maßnahmen behoben.
Als die katholische Gemeinde nach dem Zweiten Weltkrieg stark anwuchs, erweiterte man die Sakristei 1969/70 um einen Anbau für Chor, Ministranten und Bücherei, der 1989 nochmals vergrößert wurde. Im Zuge der Baumaßnahmen von 1969 erhielt die Kirche auch ihren heutigen Dachreiter.

## Glocken
Die Kirche erhielt im Baujahr 1894 zwei Glocken der Gießerei Benjamin Grüninger Söhne in Villingen. Von diesen Glocken musste eine im Ersten Weltkrieg abgeliefert werden, woraufhin 1925 ebenfalls bei Grüninger eine Ersatzglocke mit dem Schlagton a‘‘, einem Durchmesser von 43 cm und einem Gewicht von 47 kg gegossen wurde. Nach einer weiteren Glockenablieferung im Zweiten Weltkrieg erhielt die Kapelle 1951 zwei neue Bronzeglocken von Friedrich Wilhelm Schilling in Heidelberg. Die Marienglocke hat den Schlagton f‘‘, einen Durchmesser von 57,4 cm und ein Gewicht von 110 kg. Ihre Inschrift lautet HEILIGE MARIA BITTE FUER UNS. Die Josefsglocke hat den Schlagton as‘‘, einen Durchmesser von 47 cm und ein Gewicht von 61 kg. Ihre Inschrift lautet HL. JOSEPH BITTE FUER UNS. Beim Umbau des Dachreiters 1969 ergänzte man das Geläut um eine dritte Glocke. Diese ebenfalls bei Schilling gegossene dritte Glocke von 1969 hat den Schlagton es‘‘, einen Durchmesser von 64 cm und ein Gewicht von 180 kg. Ihre Inschrift lautet A 1969 D.